# Chiesa dei Santi Cosma e Damiano (Roccalumera)
La chiesa dei Santi Cosma e Damiano è un luogo di culto cattolico del XVII secolo, situata al centro della frazione Sciglio del comune di Roccalumera. Intitolata ai santi medici Cosma e Damiano, fa parte del vicariato di Santa Teresa di Riva - Roccalumera nell'arcidiocesi di Messina-Lipari-Santa Lucia del Mela.

## Storia

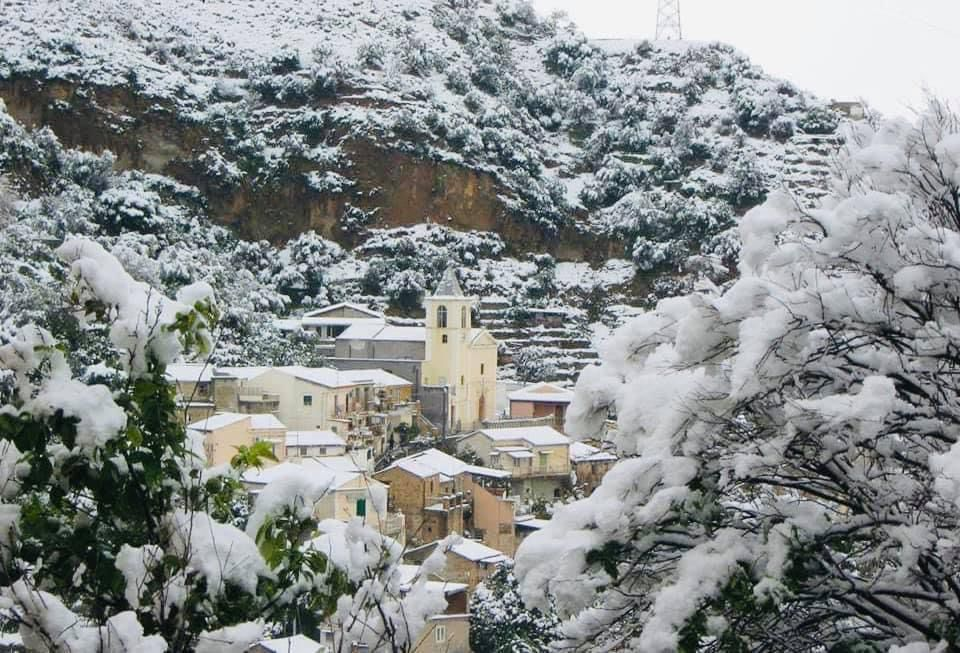
Veduta della chiesa innevata dal lato Sud

### XVII secolo
Inizialmente intitolata al Santissimo Salvatore e sotto la giurisdizione dell'Arcipretura di Roccalumera, compare per la prima volta in un atto di sepoltura del 27 settembre 1674, cosa che permette di datare la sua costruzione nella prima metà del XVII secolo, non essendovi atti antecedenti:
Rosana Roggeri uxor Cosme etatis an-/norum 40 huius terra RoccaAlomeria / in sua domo in comunione Sancta Matris / Ecclesia animam Deo reddidit cuius / corpus hodie sepultum est in Ecclesia / Sanctissimi Domini Salvatoris mihi confessario Dominio // Mattheo Rivera confessa est / viatico refecta et Sanct olei robborata / etiam [...] ac etiam benedicta.»
Rosanna Ruggeri moglie di Cosma dell'età di an-/ni 40 di questa terra di Roccalumera / nella sua casa in comunione con la Santa Madre / Chiesa rese l'anima a Dio, il suo /corpo oggi è sepolto nella Chiesa del Santissimo Signore Salvatore, mi fu riconosciuta dal confessore Don // Matteo Rivera, confessata e munita del / viatico e rafforzata dal Santo Olio / e anche benedetta»

### XVIII secolo

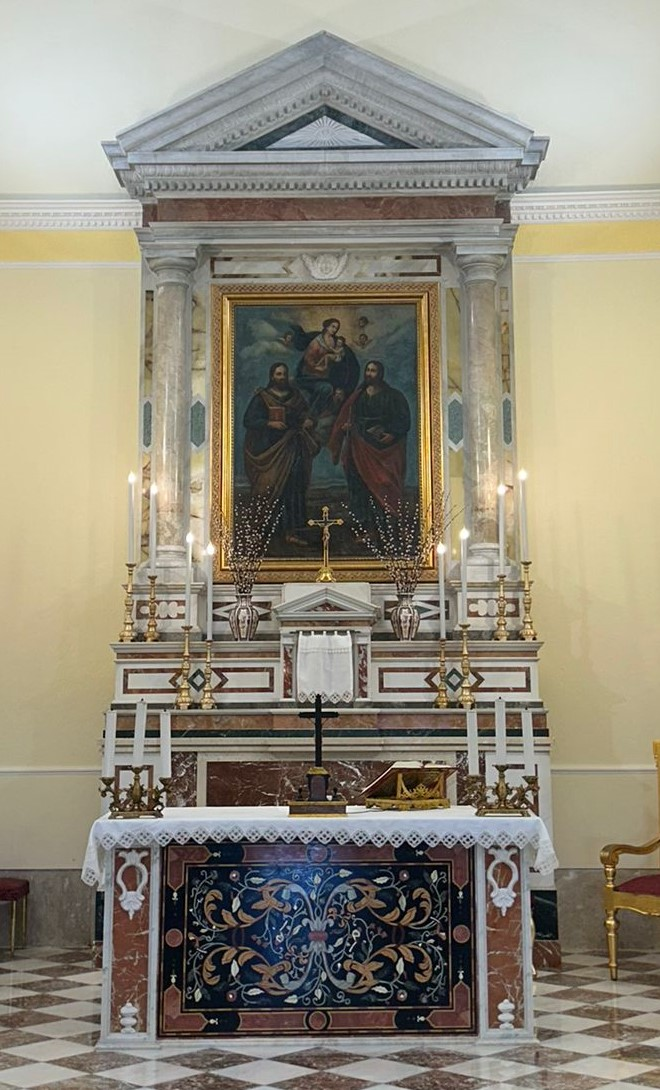
Altare all'interno dell'abside con tela settecentesca della "Vergine delle Grazie tra i Santi Cosma e Damiano"

Il 2 luglio 1723 viene celebrato il primo matrimonio tra Santo di Costa e Maria Crisafulli
Si hanno poi notizie da un rivelo del 1751 in cui Antonino d'Allegra pagava un censo alla Chiesa del Santissimo Salvatore:
a cui seguono poi una ricevuta del 20 agosto 1751 rilasciata dal Cappellano della chiesa:
e medesima dichiarazione nel "Revelo della Venerabile Chiesa del Santissimo Salvatore di Sciglio":
Revelo detto Reverendo Don Giovanni Mastroeni come / Cappellano della sudetta Venerabile Chiesa, che esigge / grana dieci annuali di Censo d'Antonino / Allegra, quale li paga sopra un pezzo / di muro uscito nel pubblico che a raggione / di 5 per 100 dona di Capitale tarì dieci detto____10»
In questo secolo la chiesa era già centro di culto verso i santi Cosma e Damiano che venivano venerati come patroni dalla popolazione di Sciglio, così come si apprende da un passo del Dizionario Topografico Siculo di Amico Vito Maria:
Affermazione corroborata dalla tela settecentesca della Vergine delle Grazie tra i Santi Cosma e Damiano, oggi posta all'altare maggiore e precedentemente all'altare di destra.

### XIX secolo
In un rivelo del 30 gennaio 1816, presentato dall'allora procuratore Giovanni Marisca, la chiesa viene citata come dedicata ai Santi Medici: 
da un atto di sepoltura del 25 febbraio 1826, si evince:
Theresia Cisca, mulier olim Josephi, etatis sue annorum 70. Circiter, Sacramentis / Ecclesiae omnibus rite munita, obiit, cuius corpus benedictum, postea / sepultum, in Filiali Ecclesia Sancti Cosma»
Il 13 novembre 1831 viene amministrato il primo battesimo a "Donna"  Crocifissa Mirone ed ancora da un atto di battesimo del 22 settembre 1870:
Joannes Angelus Mastroeni filius Domini Pauli et Domina Dorodes Cacciola jugalium natus / die 11. huius et hodie de licentia Oeconomi in filiale Ecclesia Sancti Martyribus / Cosme et Damiani a Reverendo Sacerdote Domino Paschale Mastroeni baptizata / patrinus fuit Doctor Domino Angelus Cicala obstetrix Marianella Lo Cascio.»
da questo atto in poi la chiesa viene citata sia come del Santissimo Salvatore che come dei santi Cosma e Damiano.

### XX secolo
Durante questo secolo vengono ancora prodotti atti recanti la doppia intitolazione della chiesa, fino al 13 luglio 1942, giorno in cui compare per l'ultima volta, all'interno di un verbale di consegna delle temporalità della Parrocchia Maria SS. Del Rosario in Roccalumera.
Nel 29 ottobre 1936 infatti l'allora curato Gaetano Duca scrive alla Curia Arcivescovile:
suffragando l'emancipazione della Chiesa di Sciglio, che la porterà all'erezione a parrocchia tra il 1942 ed il 1943.

#### Parrocchia autonoma
Il 2 luglio 1942 Gaetano Duca presenta all'Arcivescovo di Messina una comunicazione:
pagamento poi avvenuto in data 28 luglio 1942, per una prima parte di L. 14.842.
Del 2 settembre 1942 la determina dei confini della nuova parrocchia:
Del 25 marzo 1943 il decreto di monsignor Angelo Paino che dichiara eretta la nuova Parrocchia di Sciglio:
In ea igitur verum et proprium beneficium paroeciale sub nomine et titu-/lo SS. Cosmae et Damiani erigimus, eidemque ut dotem pro congrua / atque honesta substentatione adsignamus italicae monetae libellarum annualium duo-/millia et sexcentos ex costitutis reditibus in titulo vulgo "Debito Pubblico Italiano 5%". [. ..]»
Durante l'anno 1944 viene saldato il debito per l'erezione canonica
La parrocchia viene infine riconosciuta con Decreto del Presidente della Repubblica del 9 agosto 1948.

## Architettura

### Stile
La struttura ha subito diverse modifiche nel corso del XX secolo che ne hanno alterato l'originario stile barocco che rispecchiava il periodo di fondazione dell'edificio e che ben rispondeva nell'arte religiosa del tempo al clima della riforma cattolica, dominata da correnti mistiche che si riallacciano alle esperienze visionarie dei grandi santi cinquecenteschi.

### Struttura
La costruzione si presenta a navata unica con annesso campanile, l'esterno presenta una struttura semplice, la facciata è arricchita dal portale in pietra rosacea risalente al 1758. La piazza antistante che presenta le caratteristiche merlature è stata riedificata alla fine degli anni '90, ma ha mantenuto per lo più l'aspetto dell'originale edificata per volere e merito dell'arciprete Pietro Nicolò De Luca nell'anno 1817 come ci ricorda l'epigrafe marmorea posta al di sotto della piazza stessa:

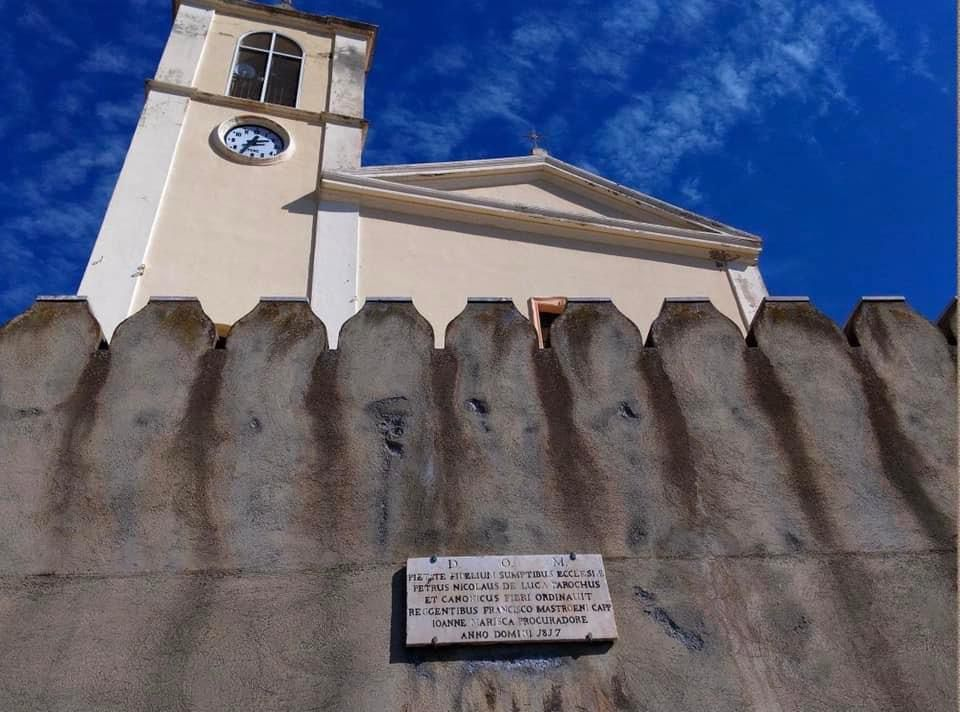
Parapetto merlato ed epigrafe marmorea

PIETATE FIDELIUM SUMPTITIBUS ECCLESIAE
PETRUS NICOLAUS DE LUCA PAROCHUS
ET CANONICUS FIERI ORDINAUIT REGGENTIBUS FRANCISCO MASTROENI CAPP.NO IOANNE MARISCA PROCURADORE
ANNO DOMINI J8J7»
Il campanile novecentesco presenta una pianta quadrangolare, la sommità è coronata da una cuspide a pianta quadrata sormontata da croce e bandiera segna vento, ai lati della cuspide si nota la presenza di quattro piccoli pinnacoli; la torre campanaria ospita quattro campane bronzee, di cui una in disuso e l'orologio con quadrante circolare.
Per meglio comprendere la conformazione dell'edificio, si può attingere ad una relazione del 1942 sulla stabilità della chiesa redatta dal geometra Carmelo Pagano La Rosa:
Ho pertanto proceduto al rilievo dell'immobile, ha un area coperta di mq. 127,48. Sul lato Est è ricavata una terrazza delle dimensioni di m. 13x6,60 / contenuta a valle da un muro reggi terra dell'altezza di circa m. 5. 
Da indagini esperite risulta che la costruzione è molto antecedente al terremoto del 28 dicembre 1908.
Non è stato possibile determinare l'anno in cui fu effettuata la costruzione, né chi la progettò ed eseguì.
Le strutture murarie sono costituite da:
1) Muri perimetrali in pietrame e malta comune dello spessore di cm 74 per la / parte prospiciente a Nord e dello spessore di cm. 60 per le rimanenti parti.
2) La copertura è a volta a tutto sesto in mattoni e malta comune, per la / navata costituente l'oratorio propriamente detto ed è protetto all'esterno da / un manto di tegole curve. Il locale attiguo, adibito a sagrestia, è coperto invece / con armature di legname e tegole curve.
3) Il Campanile delle dimensioni interne di m. 2,65 x 2,50 è alto circa 15 / metri e vi si accede per mezzo di scala in legno della larghezza di m. 0,70. L'insieme della costruzione poggia su un banco di roccia dura di con-/siderevole spessore ed in massima parte affiorante.
Ad onta del tempo trascorso dall'epoca della costruzione sia i muri che la vol-/ta di copertura non presentano lesioni né variature di sorta, essendo gli spessori / delle murature adeguati agli sforzi a cui sono assoggettati i muri stessi.
Perfettamente equilibrata risulta la volta di copertura della navata prin-/cipale. Le linee architettoniche interne sono sobrie. / I pavimenti, gli infissi, gli / intonaci sono in discreto stato e consentono ancora per un certo tempo l'uso del-/l'immobile senza eccessive spese di manutenzione.
Considerato quanto sopra esposto, posso affermare che, nel complesso, lo / edificio è in perfette condizioni di stabilità.»

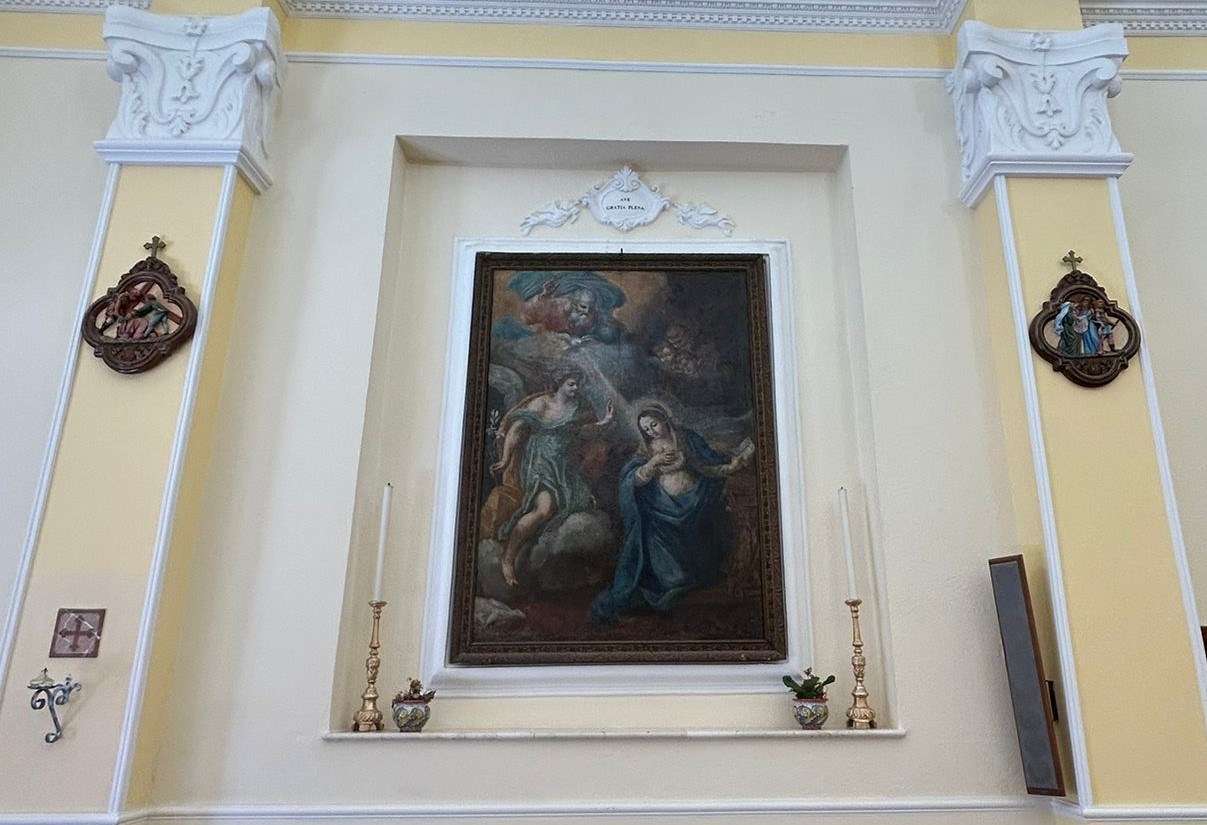
Tela settecentesca rappresentante l'Annunciazione e posta a sinistra nella navata

### Interno

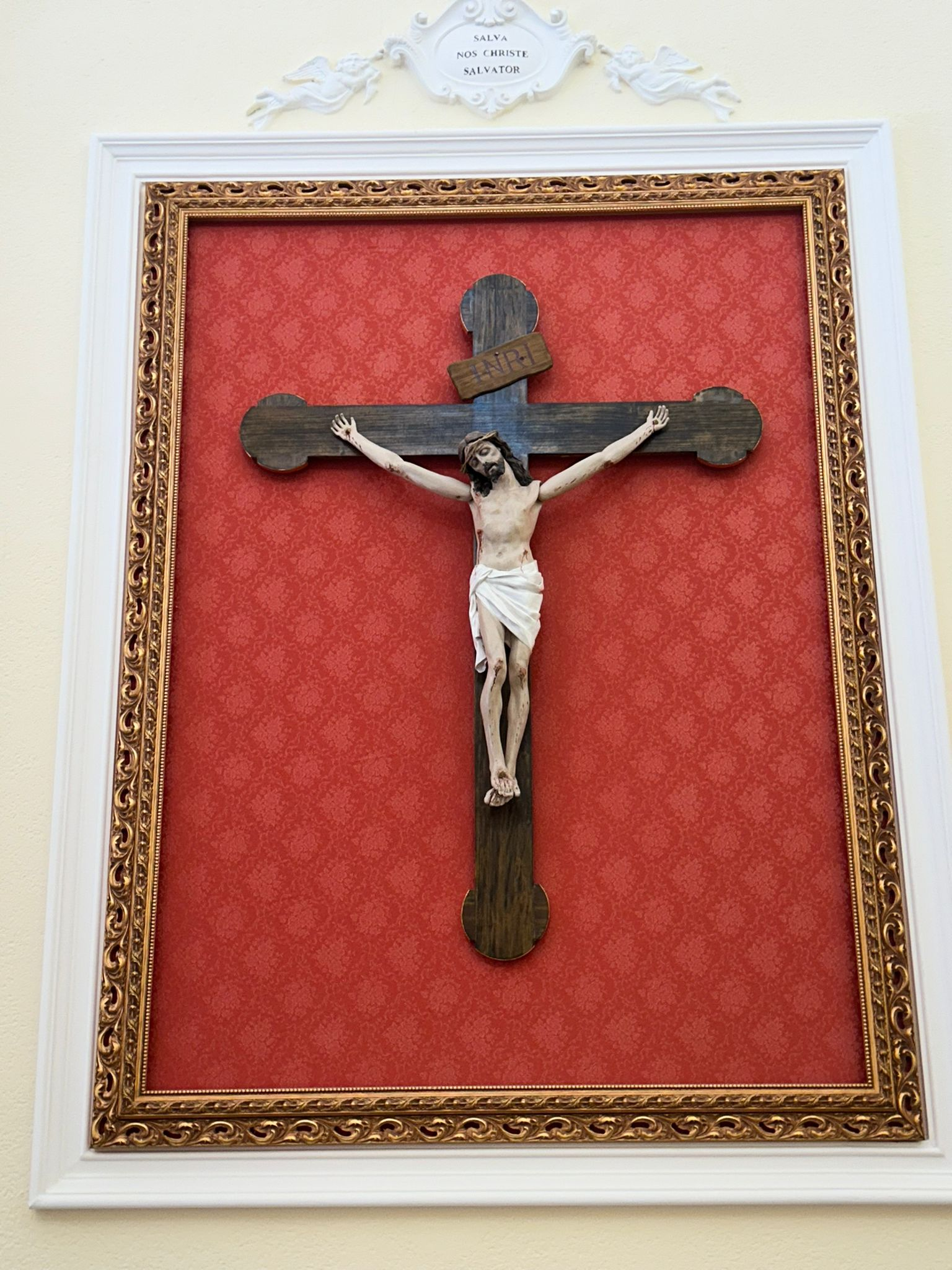
Crocifisso in cartone romano del XVIII secolo posto sul lato sinistro nella navata

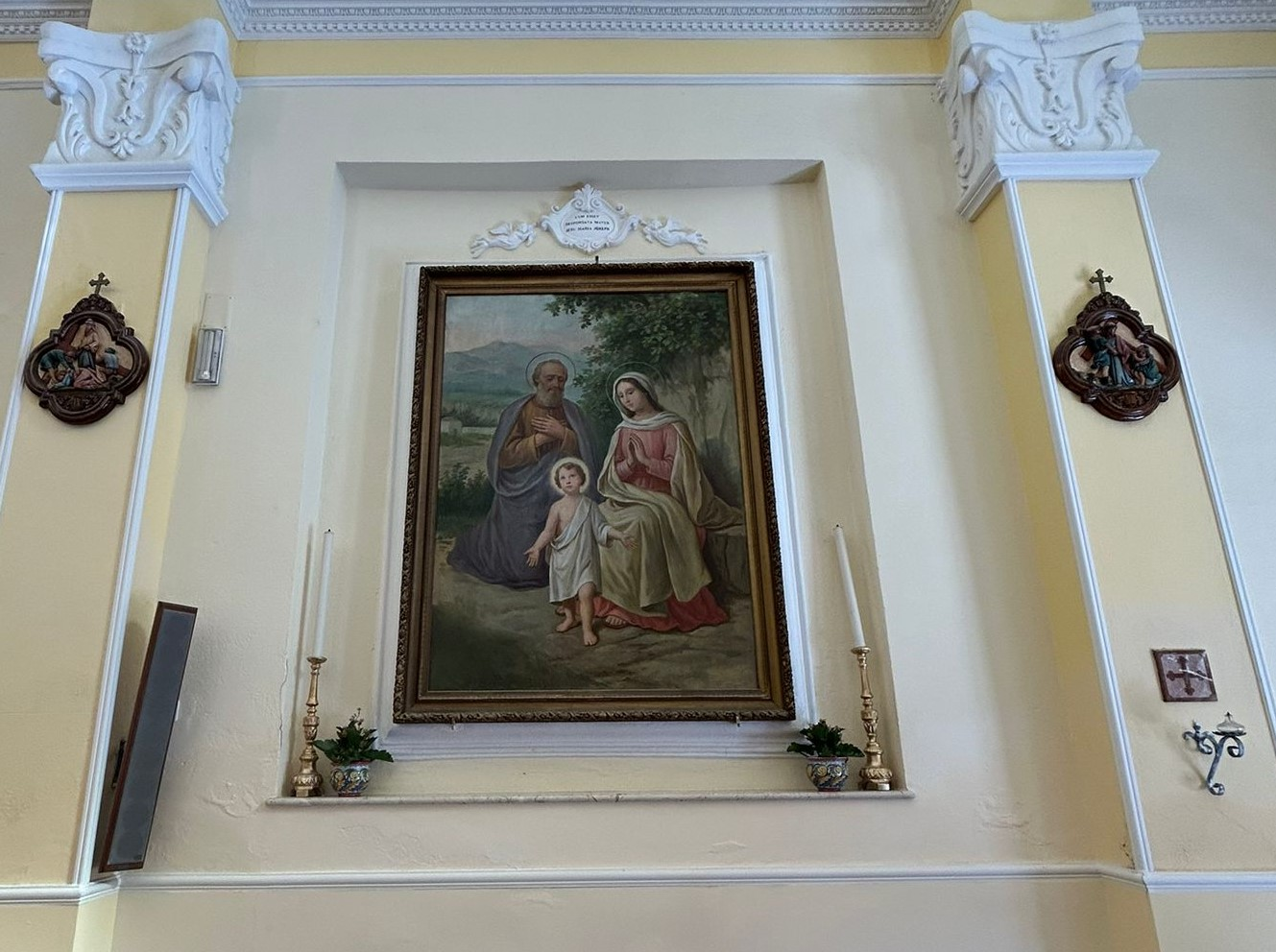
Tela novecentesca rappresentante la Sacra Famiglia e posta a destra nella navata

#### Storia
In un verbale d'immissione in possesso delle temporalità dell'Arcipretura del Rosario di Allume risalente al 28 settembre 1904 si evince:
Argenteria: Un calice di argento con corrisponden-/te patena ovale di argento e piede di rame.
Arredi Sacri: Numero due camici di tela con i corri-/spondenti cingoli ed amitti; 2. Numero due pianete / con le sue corrispondenti stole e i suoi manipoli, una bianca e / l'altra rossa. 3. Numero nove tovaglie per uso degli altari. / 4 Altra pianeta violacea.»
Nel 1927 fu edificato il pulpito realizzato da Battiato Alfio per un costo di L. 1.000,00.
Nel 1929 venne ricavata la vecchia nicchia dove veniva custodito il simulacro e la vara della Madonna dei Miracoli.
Nel 1932 viene realizzata una fonte per l'acqua benedetta da Calabrò Antonio per un costo di L. 100,00.
Al 30 febbraio 1936 risale un "Elenco dei beni mobili ed immobili che possiede la Chiesa di Sciglio - frazione di Roccalumera presentato dal Vicario Curato Don Gaetano Duca alla Curia Arcivescovile di Messina:
Paramenti: Cinque pianete dai varii colori litur-/gici - una pianeta bianca
ricamata - / tre piviali violaceo, bianco e nero.
Biancheria: Quattro amitti - cinque cingoli, due / cotte, due veli omerali, una tovaglia / nuova ricamata a graziella, una tova-/glia nuova con/rancia pitturata., dieci / tovaglie per altari, quattro conopei, / un baldacchino in seta, un ombrellino / per il Viatico - due cuscini per sposi, / uno per il Sepolcro - ricamati.
Arredi sacri ed argenteria: Una pisside d' argen-/to - una teca per il Viatico - due re-/liquiarii d'argento - una croce parroc-/chiale di metallo - due calici, di cui / uno con coppa forse d'argento - un o-/stensorio di metallo - un incensiere / con navicella di metallo. / Pochi oggetti d'oro, perché in massima versati per la Patria.
Casa canonica: composta di cinque vani, costrui-/ta da recente ed arredata quasi al com-/pleto.»
Nel 1955 vengono effettuati lavori di ampliamento che vedranno la demolizione della volta a botte con i suoi stucchi originali.
Nel 1958 invece si ha la ristrutturazione della Sagrestia.
Nel 1967 viene costruito l'odierno altare con baldacchino a forma di tempietto dorico in marmo policromo.
Nel 1969 venne effettuata la sistemazione del campanile con la rifusione delle due antiche campane ormai lesionate e l'inserimento di una nuova campana.

#### Ingresso
All'ingresso della chiesa si può ammirare il fonte battesimale in marmo rosa. Sopra la cantoria, il cui balcone reca la presenza di decorazioni barocche, un grande organo a canne, chiuso in un mobile di legno risalente al 1907, come testimoniato da un cartiglio posto sulla tastiera dello stesso.

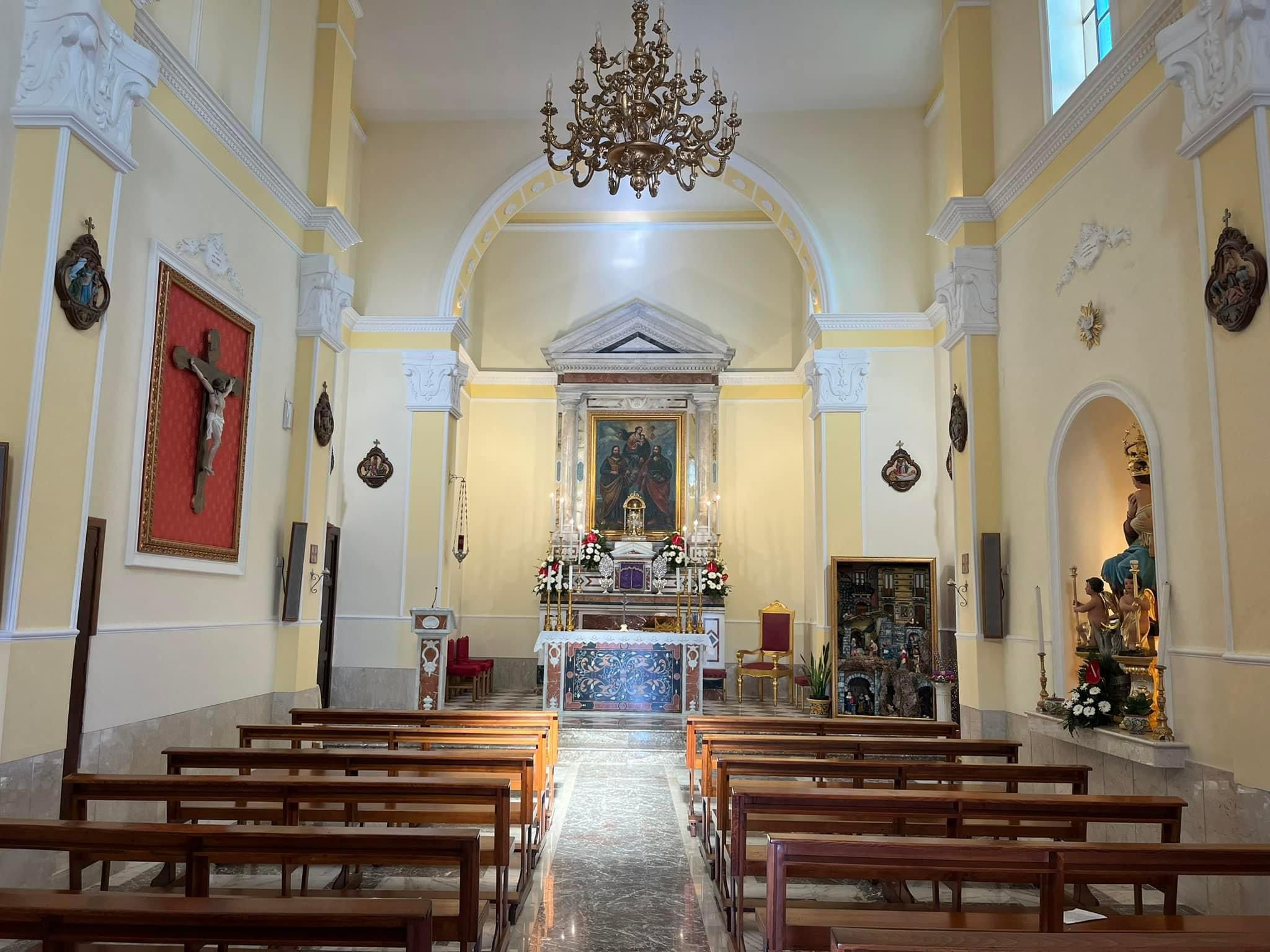
Veduta della navata dall'ingresso principale

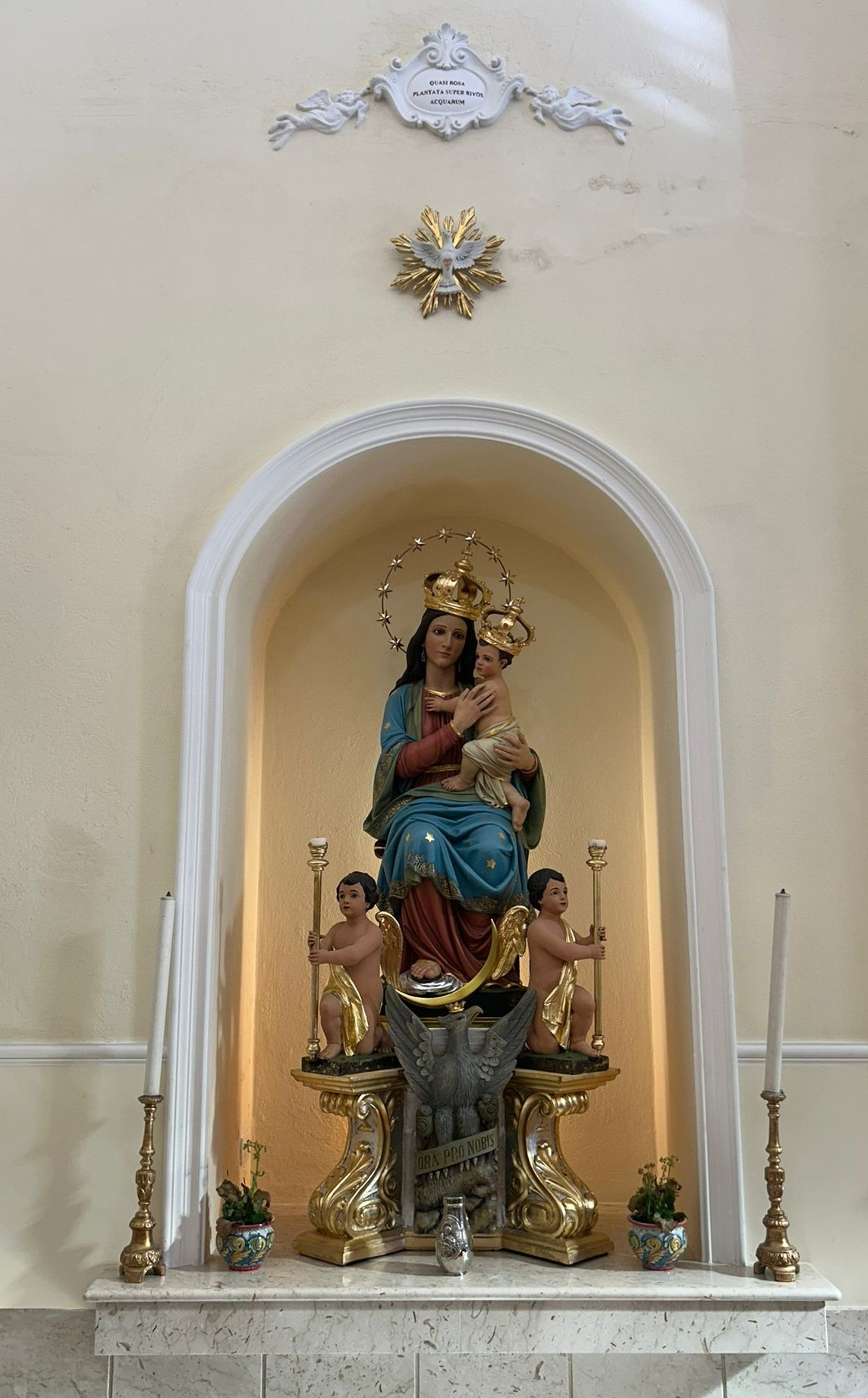
Nicchia con Simulacro del 1925 raffigurante la Beata Vergine Maria dei Miracoli

#### Navata
L'interno della chiesa dopo i lavori di restauro del 2011, si presenta arricchito da decorazioni che riprendono lo stile barocco, la navata culmina nell'abside di forma rettangolare dove si trova l'altare in marmo policromo che custodisce una tela settecentesca raffigurante una Madonna delle Grazie in gloria tra i santi Cosma e Damiano. La navata è separata dal presbiterio per mezzo di un arco a tutto sesto abbellito da una cornice di stucco al cui centro si trovano due angeli che reggono uno scudo che presenta una corona e due palme come simbolo dei Santi Medici. Sul lato destro si trova, in una nicchia muraria, il simulacro della Beata Vergine Maria dei Miracoli, databile all'anno 1925, opera realizzata da Ferdinando Stuflesser come si evince dall'iscrizione posta alla base della statua stessa. La nicchia è sormontata da una raffigurazione dello Spirito Santo e da un cartiglio retto da due piccoli angeli.
A destra della navata si trova una tela novecentesca raffigurante la Sacra Famiglia.
Il lato sinistro della chiesa custodisce un Crocifisso in cartone romano databile alla seconda metà del XVIII secolo e una tela settecentesca dell'Annunciazione.

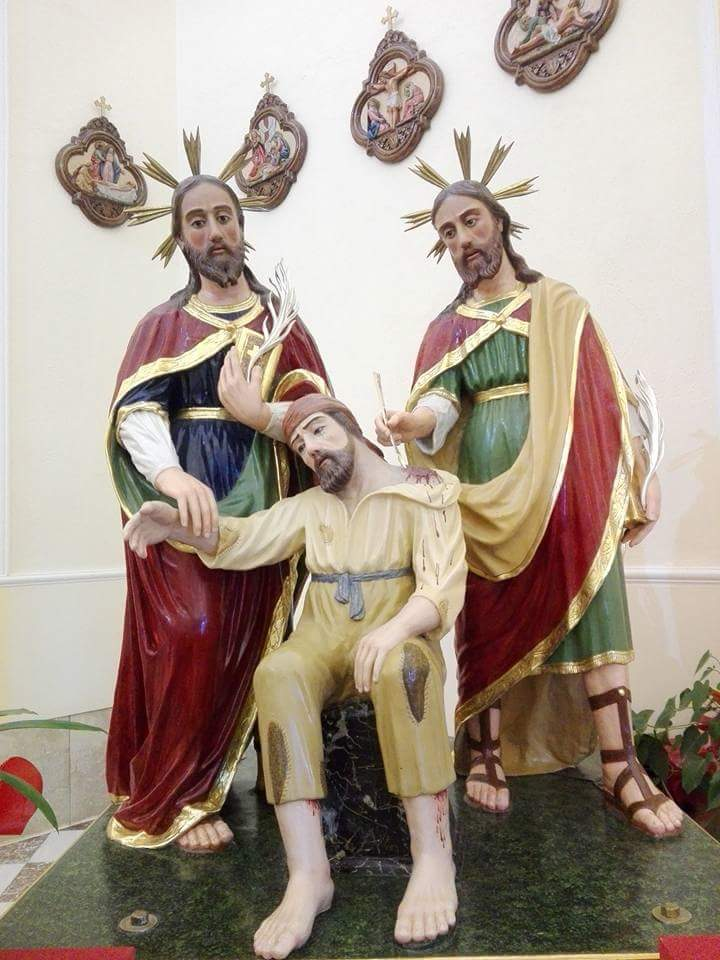
Simulacro dei Santi medici Cosma e Damiano

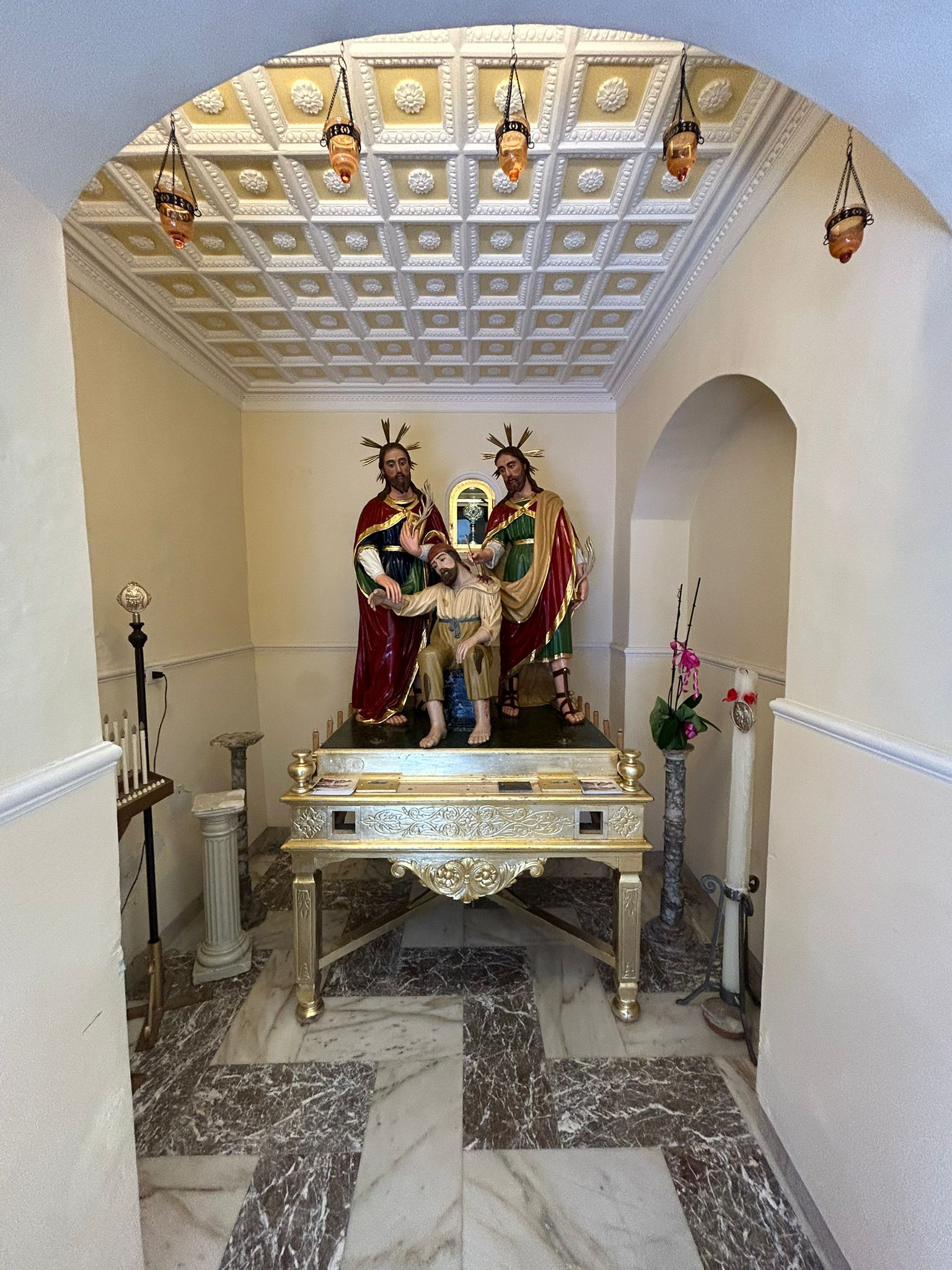
Cameretta con simulacro dei Santi Cosma e Damiano

#### Simulacro dei santi Cosma e Damiano
Situato sul lato sinistro della navata si trova la cameretta che custodisce il simulacro dei santi Cosma e Damiano, essa è strutturalmente ricavata alla base della torre campanaria, l'ingresso è abbellito da un arco di stucco e da due angeli. Il soffitto della cameretta è abbellito da piccoli cassettoni, e in una nicchia viene custodito il prezioso reliquiario argenteo prodotto da maestri messinesi nel 1810 grazie alla munificenza dell'arciprete De Luca e che conserva un frammento osseo del corpo di san Cosma.
L'autenticità della reliquia è certificata da una bolla emessa a Roma il 3 settembre 1753.
Benè clausam funicolo serico coloris rubis colligatam, ac sigillo nostro signatam largiri fuimus, ac
Concessimus cum facultate apud se retinen, aliis donam., et in qualibet Eccle sia, Oratorio, aut Cap-/pella pubblicae Fidelium venerationi exponem. In quorum fidem has litteras testimoniales manu nostra / subscriptas, nostroq; sigillo firmatas, per infrascriptum Secretarium nostrum expediri mandavimus.
Romae ex Aedibus nostris die 3 Mensis Septembris Anno 1753 Gratis ubique»
Il gruppo statuario dei Santi Medici con ammalato, risalente al 1884 è opera dello scultore Francesco Lo Turco da Gallodoro come testimonia l'iscrizione presente su una delle statue, l'iconografia del simulacro rinvia al rito dell'Incubatio, che si pratica va soprattutto dal VI secolo in avanti nel Santuario del Kosmidion di Costantinopoli, dove gli ammalati accorrevano per ottenere guarigioni, passando la notte nella chiesa stessa, dove secondo la tradizione agiografica i santi li curavano durante il sonno, sia con interventi chirurgici i cui effetti si notavano il giorno dopo, sia applicando un impacco fatto di olio e cera, sia infine suggerendo rimedi, alcune volte assai strani. L'effigie scolpita in legno di arancio poggia su un fercolo in legno di faggio dorato realizzato nel 1987 che ha sostituito l'antica vara che è andata perduta. Sia il simulacro che l'antica vara sono stati nel tempo oggetto di varie opere di ridipintura che ne hanno alterato grossolanamente l'aspetto originario, solo il restauro del 17 ottobre 2010 ha contribuito a riportare alla luce i colori originali, restituendo al gruppo statuario la sua antica bellezza.

#### Opere artistiche
La parrocchia possiede anche collezione di suppellettili sacre tra le quali meritano attenzione i 21 candelieri in legno del XIX secolo in argento meccato, la Croce astile in metallo argentato e dorato, un calice seicentesco con coppa d'argento e piede di rame, una pisside d'argento risalente allo stesso periodo, i manti votivi dei Santi Cosma e Damiano e della Madonna dei Miracoli dove sono applicati gli oggetti in oro donati come ex -voto dai fedeli nel corso del tempo.

## Celebrazioni e festività

### Festa dei santi Cosma e Damiano
I festeggiamenti in onore dei Santi Medici, patroni principali della comunità scigliese, si svolgono ogni anno l'ultima domenica di settembre, essi hanno inizio il venerdì precedente la penultima domenica dello stesso mese, con l'inizio del novenario e l'uscita del simulacro dei Santi Cosma e Damiano dalla cameretta della chiesa.
È in uso da circa dodici anni che il giovedì precedente la festa, il gruppo statuario venga traslato nella Piazza Caduti dove sosta per l'intera notte ed il giorno successivo, quando dopo la celebrazione eucaristica e l'amministrazione del sacramento dell'unzione degli infermi viene riportato nella chiesa parrocchiale.
Il Sabato, vigilia della festa, nel primo pomeriggio si svolge il tradizionale giro della Frazione Sciglio da parte del tamburinaio, usanza ripresa negli ultimi anni, che era ormai andata perduta, ma riscontrabile dai registri di entrate ed uscite degli anni '20, '30 e '40. In serata si tengono i vespri solenni e la celebrazione eucaristica che segna l'inizio delle solennità. Come segno di festa ai balconi delle case si usa accendere dei lumini, questi ultimi un tempo venivano ricavati nelle scorze dei limoni. 
La domenica sin dalle prime ore del mattino la borgata di Sciglio viene raggiunta da un gran numero di devoti che si recano a venerare i Santi Medici, e partecipare alle celebrazioni eucaristiche che si svolgono ogni ora fin dalle cinque del mattino con la messa dell'aurora presieduta dal parroco. Un tempo era forte l'afflusso di pellegrini che raggiungevano Sciglio a piedi in occasione dell'evento festivo anche da paesi lontani, cantavano e suonavano alle porte svegliando le persone, arrivati in paese, a piedi scalzi, i devoti salivano in ginocchio fino alla chiesa e davanti al portale, i più devoti leccavano il pavimento sino ai piedi dell’altare (quest’ultima usanza è stata proibita). Altra usanza ormai rarissima era quella di percorrere in ginocchio il corridoio della chiesa fino a raggiungere l'altare e il simulacro dei due Santi taumaturghi.Alla sera si svolge la tradizionale processione del simulacro e del reliquiario dei Santi Cosma e Damiano, portato a spalla per le vie del paese da un gran numero di devoti in abito devozionale (L'abito consiste in un saio bianco che arriva al ginocchio, legato alla vita da un cordone rosso, fazzoletto bianco e medaglione confraternale raffigurante i Santi Medici). I festeggiamenti vengono conclusi alla mezzanotte dai fuochi pirotecnici. È usanza che sin dall'ora dei Vespri della vigilia il gruppo statuario venga adornato dai due manti votivi che recano numerosi monili in oro, dono dei fedeli per grazie ricevute. Un tempo era in uso recare in dono ai Santi medici riproduzioni anatomiche di parti del corpo in argento, o per lo più in cera, per le quali si impetrava o si era ricevuta la grazia della guarigione.

### Festa della Beata Vergine Maria dei Miracoli
Si svolge ogni anno, la domenica più vicina alla memoria liturgica che ricorre il 21 giugno, rifacendosi alla tradizione della città di Alcamo, e al ritrovamento miracoloso di un'effigie della Beata Vergine il 21 giugno del 1547. L'immagine della Beata Vergine dei Miracoli venerata a Sciglio, è una copia novecentesca dell'originale opera di Lorenzo Curti custodita nella Chiesa Madre di Alcamo. I festeggiamenti a Sciglio si svolgono strutturalmente in maniera uguale a tante feste popolari: novenario di preparazione, preghiera dei Vespri alla Vigilia, celebrazioni eucaristiche e processione per le vie del Paese.